# Gloria/Aria di lei
Gloria/Aria di lei è un 45 giri del cantautore torinese Umberto Tozzi, pubblicato dalla CGD nel 1979.

## Gloria
La canzone è stata tratta dall'album omonimo del 1979. Sia il testo sia la musica sono state scritte dallo stesso Tozzi e da Giancarlo Bigazzi. Ottenne un enorme successo in tutta Europa, soprattutto in Italia (seconda posizione), Belgio (quinta posizione), Francia e Spagna (prima posizione) e Svizzera (prima posizione per quattro settimane); venne premiata con sette dischi di platino per un totale di circa 700 000 copie.
In Austria arrivò alla quarta posizione e in Germania in ottava.
Il testo italiano è articolato sulla doppia valenza semantica del titolo, inteso sia come sostantivo, sia come nome di donna:
con te nuda sul divano faccio stelle di cartone

pensando a Gloria.»
Il valore del pezzo viene riconosciuto anche negli ambienti della musica colta. Famoso è l'aneddoto dell'allora critico di musica del Corriere della Sera Mario Luzzatto Fegiz, che raccontò di come il grande direttore d'orchestra Von Karajan interruppe un'intervista per ascoltare Tozzi alla radio. E successivamente fu la London Symphony Orchestra a concedere a Gloria l'onore di una trasposizione sinfonica di grande effetto che il cantautore inserirà nel 1987 nella raccolta ...minuti di un'eternità.

## Cover e successo internazionale
Gloria è una delle canzoni in lingua italiana più famose e vendute nella storia della musica, oggetto di numerose cover e rivisitazioni nel corso del tempo.

### La cover di Laura Branigan
Nel 1982 ne è stata realizzata una celebre versione da Laura Branigan che raggiunse la seconda posizione nella Billboard Hot 100. Il brano fu cantato in inglese dalla Branigan nel film Flashdance con testo curato da Trevor Stanley Veitch, che otterrà anche il primo posto nella classifica dei singoli americana Cash Box, nel 1983. Risultato prestigioso, riuscito solo ad un altro italiano: Domenico Modugno con Nel blu dipinto di blu.
| Classifica (1982-83)                          | Migliore posizione |
| --------------------------------------------- | ------------------ |
| U.S. Cash Box Top Singles                     | 1                  |
| U.S. Billboard Hot 100                        | 2                  |
| Australia Singles Chart                       | 1                  |
| Canadian Singles Chart                        | 1                  |
| Ireland Singles Chart                         | 4                  |
| Recording Industry Association of New Zealand | 6                  |
| South African Singles Chart                   | 9                  |
| Official Singles Chart                        | 6                  |

### Altre cover
Gloria è stata cantata in spagnolo dallo stesso Umberto Tozzi con il testo curato da Oscar Basilio Gómez Diaz, mentre la cantante Sheila interpretò nel 1982 Glori Gloria, la versione in francese curata da Claude Carrère e Jean Schmitt.
Lena Valaitis (1982) e Tanja Lasch (2011) interpretarono la versione in tedesco curata da Michael Kunze.
Una versione in olandese fu cantata da Jo Vally nel 2012.
Con testo in svedese di Ingela Forsman è stata interpretata, nel 1983, da Carola Häggkvist (album Stranger).
Tra gli interpreti italiani si segnalano i Ricchi e Poveri e Fiorello che la incisero nel 1992 e Marco Masini nell'album Tozzi Masini del 2006.
Versioni strumentali del brano furono interpretate assieme alle loro orchestre da Paul Mauriat (1979) e da Franck Pourcel (1980).
Nel 1990 i Florence 99 ne eseguirono una cover in chiave hard rock, con testo in inglese.
Il 9 luglio 2021 esce la cover di "Gloria" cantata da Angel Olsen. La cover, nella versione di Laura Branigan, fa parte dell'EP "Aisles" in uscita il 20 agosto 2021.
Nel 2024 è stata reinterpretata dai The Kolors insieme allo stesso Tozzi al Festival di Sanremo 2024 nella serata dedicata alle cover in un medley insieme a Ti amo e Tu.

## Gloria nella cultura di massa

### Cinema
Nella versione originale di Umberto Tozzi, Gloria appare in:
- The Wolf of Wall Street, di Martin Scorsese, 2013.
- Gloria, di Sebastián Lelio, 2013.
- Wolf, di Nathalie Biancheri, 2021.

Nella versione di Laura Branigan, appare nei seguenti film:
- Flashdance, di Adrian Lyne, 1983.
- Tonya, del regista australiano Craig Gillespie, 2017.
- Gloria Bell, di Sebastián Lelio, 2018.
- Speak No Evil - Non parlare con gli sconosciuti, di James Watkins, 2024.

### Televisione
Nella versione di Laura Branigan, Gloria appare nelle seguenti serie TV:
- CHiPs (stagione 6, episodio 16 "Fox Trap").
- Automan (episodio 9).
- Will & Grace (stagione 3, episodio 8), cantata dall'attrice Debbie Reynolds.
- Glee, cantata da Adam Lambert, Naya Rivera e Lea Michele.[5]
- American Crime Story (stagione 2, episodio 2). La stagione interessata, trasmessa nel 2018, è incentrata sull'omicidio dello stilista italiano Gianni Versace.
- The Shrink Next Door (stagione 1, episodio 3 "La Terapia").
- The Wilds (stagione 2, episodio 3).
- Red Rose (stagione 1, episodio 2).
- Eric (stagione 1, episodio 3)

Nella versione cantata in spagnolo dallo stesso Umberto Tozzi appare nelle seguenti serie TV:
- Griselda (episodio 3).

### Videogiochi
Nella versione di Laura Branigan, Gloria appare nei seguenti videogiochi:
- GTA Vice City Stories (2006), ambientato nel 1984.
- Metal Gear Solid V: The Phantom Pain (2015), ambientato nel 1984.

## Aria di lei
Questa canzone è inedita su LP; anch'essa è scritta sia per il testo che per la musica da Tozzi e da Giancarlo Bigazzi.
È stata inserita successivamente in una raccolta Nell'aria c'è, versione digitale dell'album Hurrah del 1984.

## Tracce
Lato A
1. Gloria – 4:25 (testo: Giancarlo Bigazzi – musica: Umberto Tozzi)

Lato B
1. Aria di lei – 4:10 (testo: Giancarlo Bigazzi – musica: Umberto Tozzi)